# Bofrost Cup on Ice de 2002
Bofrost Cup on Ice de 2002 foi a décima sexta edição da competição, um evento anual de patinação artística no gelo organizado pela Deutsche Eislauf-Union, e que fez parte do Grand Prix de 2002–03. A competição foi disputada entre os dias 8 de novembro e 10 de novembro, na cidade de Gelsenkirchen, Alemanha.

## Eventos
- Individual masculino
- Individual feminino
- Duplas
- Dança no gelo

## Medalhistas
| Evento                        | Ouro                                        | Prata                                    | Bronze                                     |
| Individual masculino detalhes | Evgeni Plushenko · Rússia                   | Alexander Abt · Rússia                   | Li Chengjiang · China                      |
| Individual feminino detalhes  | Yoshie Onda · Japão                         | Fumie Suguri · Japão                     | Susanna Pöykiö · Finlândia                 |
| Duplas detalhes               | Shen Xue · Zhao Hongbo · China              | Julia Obertas · Sergej Slavnov · Rússia  | Dorota Zagorska · Mariusz Siudek · Polônia |
| Dança no gelo detalhes        | Albena Denkova · Maxim Staviyski · Bulgária | Galit Chait · Sergei Sakhnovski · Israel | Kati Winkler · René Lohse · Alemanha       |

## Resultados

### Individual masculino
| Pos.              | Nome                | Nacionalidade  | Pontos | PC | PL |
| ----------------- | ------------------- | -------------- | ------ | -- | -- |
| Medalha de ouro   | Evgeni Plushenko    | Rússia         | 1.5    | 1  | 1  |
| Medalha de prata  | Alexander Abt       | Rússia         | 3.0    | 2  | 2  |
| Medalha de bronze | Li Chengjiang       | China          | 4.5    | 3  | 3  |
| 4                 | Michael Weiss       | Estados Unidos | 7.5    | 7  | 4  |
| 5                 | Sergei Davydov      | Bielorrússia   | 8.0    | 6  | 5  |
| 6                 | Vakhtang Murvanidze | Geórgia        | 10.5   | 9  | 6  |
| 7                 | Andrejs Vlascenko   | Alemanha       | 10.5   | 5  | 8  |
| 8                 | Frédéric Dambier    | França         | 11.0   | 4  | 9  |
| 9                 | Silvio Smalun       | Alemanha       | 12.5   | 11 | 7  |
| 10                | Ben Ferreira        | Canadá         | 14.0   | 8  | 10 |
| 11                | Daisuke Takahashi   | Japão          | 16.0   | 10 | 11 |

### Individual feminino
| Pos.              | Nome                | Nacionalidade  | Pontos | PC | PL |
| ----------------- | ------------------- | -------------- | ------ | -- | -- |
| Medalha de ouro   | Yoshie Onda         | Japão          | 2.0    | 2  | 1  |
| Medalha de prata  | Fumie Suguri        | Japão          | 2.5    | 1  | 2  |
| Medalha de bronze | Susanna Pöykiö      | Finlândia      | 5.5    | 5  | 3  |
| 4                 | Jennifer Robinson   | Canadá         | 6.0    | 4  | 4  |
| 5                 | Amber Corwin        | Estados Unidos | 8.0    | 6  | 5  |
| 6                 | Elena Liashenko     | Ucrânia        | 9.5    | 3  | 8  |
| 7                 | Susanne Stadlmüller | Alemanha       | 11.0   | 8  | 7  |
| 8                 | Tamara Dorofejev    | Hungria        | 11.5   | 11 | 6  |
| 9                 | Sabina Wojtala      | Polônia        | 13.5   | 9  | 9  |
| 10                | Julia Lautowa       | Áustria        | 14.5   | 7  | 11 |
| 11                | Annette Dytrt       | Alemanha       | 15.0   | 10 | 10 |

### Duplas
| Pos.              | Nome                                | Nacionalidade  | Pontos | PC | PL |
| ----------------- | ----------------------------------- | -------------- | ------ | -- | -- |
| Medalha de ouro   | Shen Xue / Zhao Hongbo              | China          | 1.5    | 1  | 1  |
| Medalha de prata  | Julia Obertas / Alexei Sokolov      | Rússia         | 3.5    | 3  | 2  |
| Medalha de bronze | Dorota Zagorska / Mariusz Siudek    | Polônia        | 5.0    | 4  | 3  |
| 4                 | Maria Petrova / Alexei Tikhonov     | Rússia         | 5.0    | 2  | 4  |
| 5                 | Rena Inoue / John Baldwin           | Estados Unidos | 8.0    | 6  | 5  |
| 6                 | Jacinthe Larivière / Lenny Faustino | Canadá         | 8.5    | 5  | 6  |
| 7                 | Eva-Maria Fitze / Rico Rex          | Alemanha       | 10.5   | 7  | 7  |
| 8                 | Nicole Nönning / Matthias Bleyer    | Alemanha       | 12.5   | 9  | 8  |
| WD                | Kristy Wirtz / Kris Wirtz           | Canadá         | —      | 8  | WD |

### Dança no gelo
| Pos.              | Nome                                      | Nacionalidade    | Pontos | DC | DO | DL |
| ----------------- | ----------------------------------------- | ---------------- | ------ | -- | -- | -- |
| Medalha de ouro   | Albena Denkova / Maxim Staviyski          | Bulgária         | 2.0    | 1  | 1  | 1  |
| Medalha de prata  | Galit Chait / Sergei Sakhnovski           | Israel           | 4.4    | 3  | 2  | 2  |
| Medalha de bronze | Kati Winkler / René Lohse                 | Alemanha         | 5.6    | 2  | 3  | 3  |
| 4                 | Marie-France Dubreuil / Patrice Lauzon    | Canadá           | 8.0    | 4  | 4  | 4  |
| 5                 | Natalia Gudina / Alexei Beletski          | Israel           | 10.0   | 5  | 5  | 5  |
| 6                 | Miriam-Olivia Steinel / Vladimir Tsvetkov | Alemanha         | 12.0   | 6  | 6  | 6  |
| 7                 | Veronika Moravkova / Jiri Prochazka       | República Tcheca | 14.0   | 7  | 7  | 7  |
| 8                 | Roxane Petetin / Mathieu Jost             | França           | 16.0   | 8  | 8  | 8  |
| 9                 | Alla Beknazarova / Yuri Kocherzhenko      | Ucrânia          | 18.0   | 9  | 9  | 9  |
| 10                | Jill Vernekohl / Dmitri Kurakin           | Alemanha         | 20.6   | 10 | 11 | 10 |
| 11                | Marta Paoletti / Fabrizio Pedrazzini      | Itália           | 21.4   | 11 | 10 | 11 |

## Quadro de medalhas
| Ordem | País      | Medalha de ouro | Medalha de prata | Medalha de bronze |    | Ordem por total |
| ----- | --------- | --------------- | ---------------- | ----------------- | -- | --------------- |
| 1     | Rússia    | 1               | 2                |                   | 3  | 1               |
| 2     | Japão     | 1               | 1                |                   | 2  | 2               |
| 3     | China     | 1               |                  | 1                 | 2  | 2               |
| 4     | Bulgária  | 1               |                  |                   | 1  | 4               |
| 5     | Israel    |                 | 1                |                   | 1  | 4               |
| 6     | Alemanha  |                 |                  | 1                 | 1  | 4               |
| 6     | Finlândia |                 |                  | 1                 | 1  | 4               |
| 6     | Polônia   |                 |                  | 1                 | 1  | 4               |
| TOTAL | TOTAL     | 4               | 4                | 4                 | 12 | —               |